# محمود عبد العزيز (لاعب كرة طائرة)
محمود عبد الـ عزيز (7 أبريل 1975 - ) هو لاعب كرة طائرة مصر. شارك في الألعاب الأولمبية الصيفية 2000.

## وصلات خارجية
- محمود عبد الـ عزيز على موقع أوليمبيديا (الإنجليزية)